# Bandera de Finlàndia
La bandera de Finlàndia, anomenada Siniristilippu (La bandera de la Creu Blava) data de 1918, quan es va fundar sobre el model de la Bandera de Dinamarca. Conté la creu nòrdica blava sobre fons blanc. El blau simbolitza els llacs i el cel, mentre que el blanc simbolitza la neu i les blanques nits de l'estiu finès. L'ensenya de l'estat comprèn al centre les armes del país. La bandera amb ales d'oreneta és usada pels militars. La bandera presidencial és idèntica a la de l'exèrcit, però amb una Creu de la Llibertat en el racó superior esquerra, ja que el president de Finlàndia és el Gran Mestre de l'Orde de la Creu de la Llibertat.

## Història
El disseny actual fou utilitzat pel Nyland Yacht Club, fundat a Hèlsinki el 1861. A més de la creu blava sobre el fons blanc, el yacht club va ajuntar-hi les armes coronades de la província d'Uusimaa així que hi havia a més dues línies creuades al racó superior esquerra. Aquesta bandera era idèntica a la del Yacht Club de Sant Petersburg fundat l'any anterior, excepte la posició de la creu. El disseny feia pensar en l'ensenya de la marina russa, que tenia una creu de Sant Andreu sobre fons blanc.
Poc després de la independència de Finlàndia el 1917, es va fer una competició per dissenyar la bandera. Hi va haver moltes proposicions però totes coincidien en dos grups de colors, el groc i el vermell de les armes del país, i el blanc i el blau.
Una proposta va comportar la forma de la bandera danesa, però amb una creu groga sobre un fons vermell. Una altra tenia les bandes diagonals blaves i blanques...

## Definició legal

### Mida
Les proporcions són 11:18, (alçada:llargada). L'ensenya militar és d'una unitat més de llarg i amb unes cues de cinc unitats de llargada. La llargada de la creu blava és de tres unitats a partir de la pilona i la llei recomana que la llargada sigui igual a una sisena part de l'alçada de la pilona.

### Colors
Sistema de color PMS
Blau 294C, Vermell 186C, Groc 123C
Tons CMYK:
- Blau C 100%, M 56%, Y 0%, K 18,5%
- Vermell C 0%, M 91%, Y 76%, K 6%
- Groc C 0%, M 30,5%, Y 94%, K 0%

El vermell i el groc són usats per les armes que apareixen a l'ensenya d'Estat. Els colors en PMS són específics a Government Decision 827/1993 (en finès) Arxivat 2017-09-03 a Wayback Machine..

## Altres regles
La llei finlandesa prohibeix de burlar-se de la bandera o d'usar-la de manera irrespectuosa. També és il·legal d'arriar-la d'una pilona sense permís. Qui ho faci pot caure en un delicte de deshonra a la bandera.
La llei també prohibeix l'ús de la bandera presidencial o de l'ensenya d'Estat sense permís, així com l'adjunció d'altres símbols a la bandera. No es pot vendre una bandera que tingui uns colors o una geometria diferent a la definida per la llei.
La llei també precisa que la bandera no pot estar bruta o trencada. Si es renta la bandera s'ha d'eixugar a l'interior. El costum vol que si una bandera toca el terra s'haurà de cremar, no pot ser ni enterrada ni llençada al mar.

## Altres banderes

Estendard presidencial finès

## Banderes històriques

Ensenya d'estat temporal usada entre desembre de 1917 i maig de 1918